# Software robótico
El software robótico es el conjunto de comandos codificados que cuentan a un dispositivo mecánico y sistema electrónico, conocido en su conjunto como un robot, las tareas a realizar. El software robótico se utiliza para realizar tareas autónomas. Se han propuesto muchos sistemas de software y marcos para hacer más fácil la programación de los robots.
Algunos programas de software robótico tiene como objetivo desarrollar dispositivos mecánicos inteligentes. Las tareas comunes incluyen circuitos de retroalimentación, filtrado de datos, control, búsqueda de caminos y de localización

## Proyectos de software robótico
La siguiente es una lista de software de código abierto y libre para proyectos robóticos.
- CLARAty
- dLife
- Experimental Robotics Framework
- MARIE - Mobile and Autonomous Robotics Integration Environment
- Microsoft - Microsoft Robotics Developer Studio
- OpenRDK
- OpenRTM-aist
- OROCOS
- OPRoS Archivado el 29 de mayo de 2016 en Wayback Machine.
- RoboDK
- Robotics Library
- Robotics Toolbox for MATLAB
- Player/Stage Project
- Pyro, Python Robotics Archivado el 21 de agosto de 2015 en Wayback Machine.
- RoboMind.
- Robot Operating System (ROS).
- Robot Intelligence Kernel